# Ad-Dahija
Ad-Dahija al-Dżanubijja (arab. ‏الضاحية الجنوبية‎, tłum. 'przedmieścia południowe', fr. Banlieue Sud de Beyrouth), w skrócie Ad-Dahija – zbiorcze określenie na zamieszkane głównie przez szyitów południowe dzielnice Bejrutu i przylegające do nich mniejsze miejscowości.
Jest uznawana za jedną z twierdz Hezbollahu i z tego powodu została poważnie zniszczona przez Siły Obronne Izraela podczas wojny libańskiej w 2006 r. Od tego wydarzenia pochodzi nazwa izraelskiej doktryny polegającej na planowym niszczeniu infrastruktury cywilnej w celu wywarcia nacisku na wrogie siły.